# 1994年リレハンメルオリンピックのノルディック複合競技
1994年リレハンメルオリンピックのノルディック複合競技（1994ねんリレハンメルオリンピックのノルディックふくごうきょうぎ）の詳細を述べる。

## 概要
1994年2月19日から24日の間に、15km個人と3x10km団体の2種目が実施された（男子のみ）。
個人種目では、ノルウェーのフレッド・ボーレ・ルンベルクが優勝。河野孝典がビャルテ・エンゲン・ビークとのゴール前スプリント勝負を制し銀メダルを獲得した。日本のエースであった荻原健司は4位に終わった。
団体種目では、個人種目で上位に入った荻原、河野に阿部雅司を加えた日本が、2位のノルウェーに5分近くの差をつけて圧勝。1992年アルベールビルオリンピックに次いで金メダルを獲得、2連覇を達成した。

## 各国の獲得メダル
| 順 | 国・地域   | 金 | 銀 | 銅 | 計 |
| -- | ---------- | -- | -- | -- | -- |
| 1  | ノルウェー | 1  | 1  | 1  | 3  |
| 2  | 日本       | 1  | 1  | 0  | 2  |
| 3  | スイス     | 0  | 0  | 1  | 1  |

## 競技結果
※2位以下は1位との差で示した。

### 個人
1994年2月19日
| 順位 | 選手名                       | 国・地域   | 記録       |
| ---- | ---------------------------- | ---------- | ---------- |
| 1    | フレッド・ボーレ・ルンベルク | ノルウェー | 39分07秒9  |
| 2    | 河野孝典                     | 日本       | ＋1分17秒5 |
| 3    | ビャルテ・エンゲン・ビーク   | ノルウェー | ＋1分18秒3 |
| 4    | 荻原健司                     | 日本       | ＋2分08秒8 |

### 団体
1994年2月23 - 24日
| 順位 | 国・地域   | 選手名                                                                               | 記録           |
| ---- | ---------- | ------------------------------------------------------------------------------------ | -------------- |
| 1    | 日本       | 河野孝典、阿部雅司、荻原健司                                                         | 1時間22分51秒8 |
| 2    | ノルウェー | クヌート・トーレ・アペラン、ビャルテ・エンゲン・ビーク、フレッド・ボーレ・ルンベルク | ＋4分49秒1     |
| 3    | スイス     | ジャン＝イブ・クーンデ、ヒッポリト・ケンプ、アンドレアス・シャード                   | ＋7分48秒1     |